# Crise de 2021–2022 na fronteira entre a Bielorrússia e a União Europeia

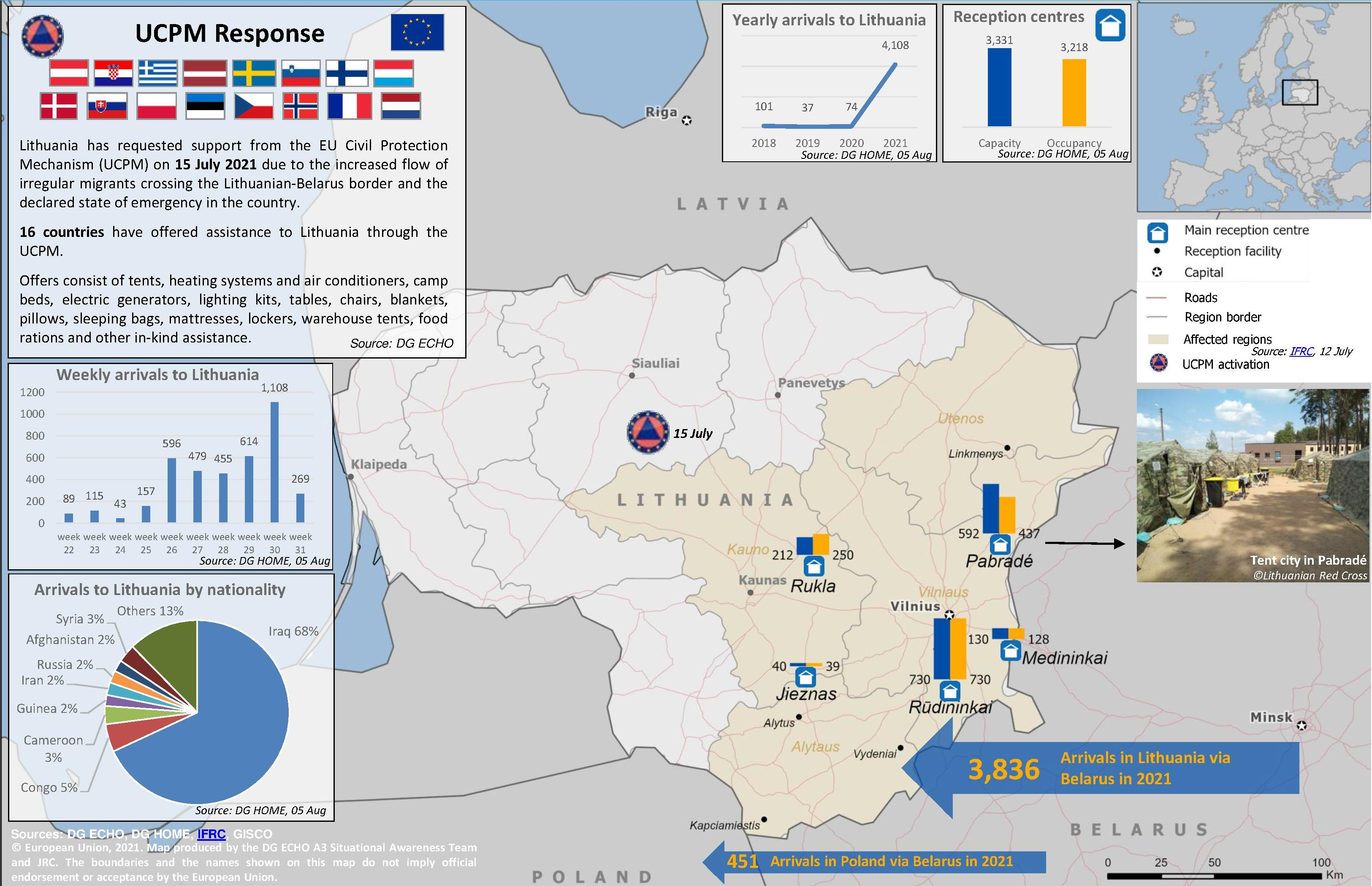
Fluxo de imigrantes para a Lituânia provocado pela crise da fronteira

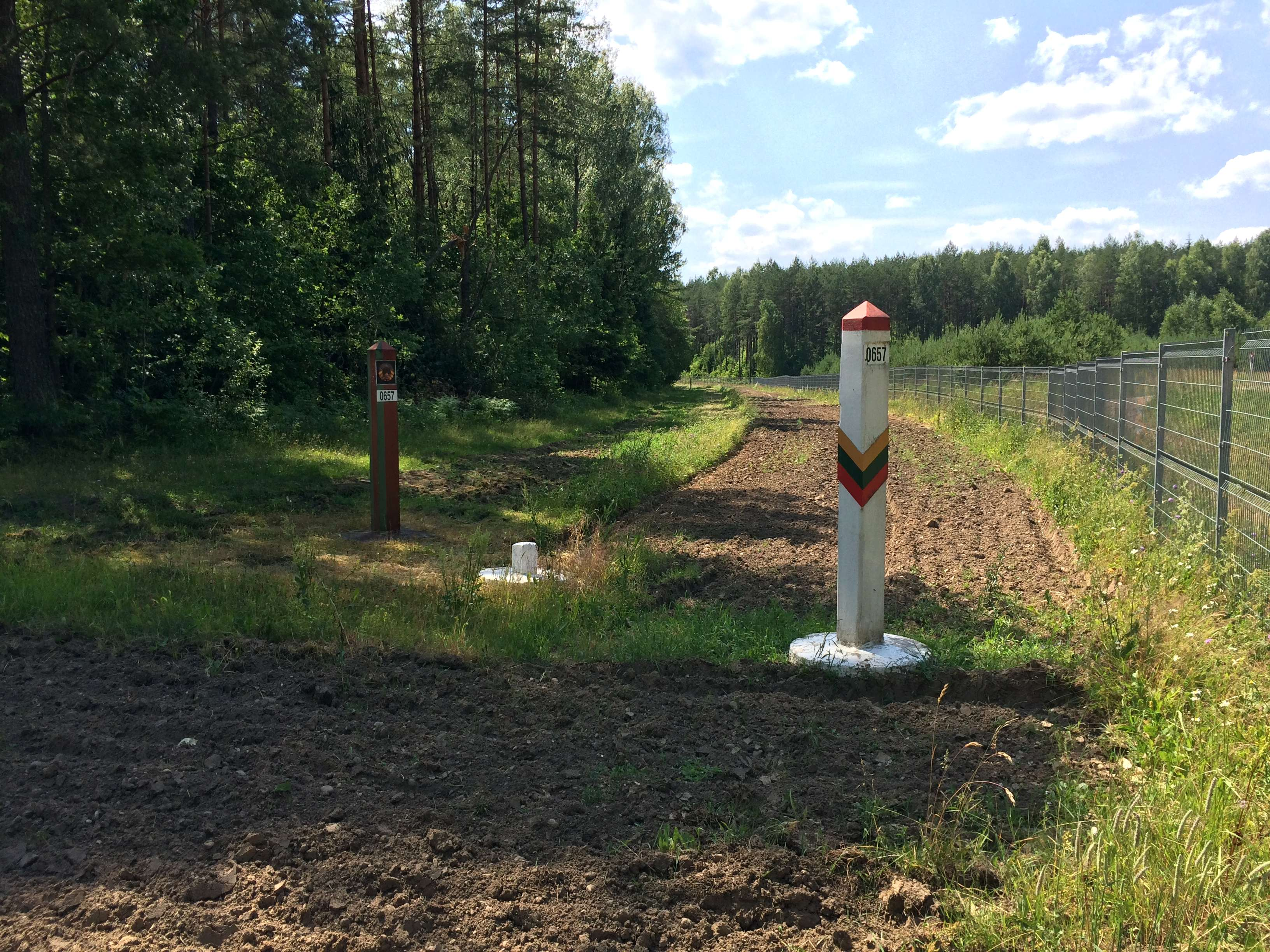
Marcadores de fronteira com cerca do lado lituano

A crise de 2021–2022 na fronteira entre a Bielorrússia e a União Europeia é uma crise migratória que envolve o influxo de várias dezenas de milhares de imigrantes, principalmente do Oriente Médio e da África, para a Lituânia, Letônia e Polônia, através das fronteiras desses países com a Bielorrússia. A crise foi desencadeada pela deterioração das relações entre Bielorrússia e União Europeia, após as eleições presidenciais de 2020, os protestos de 2020–2021, e o incidente do voo da Ryanair 4978 e suas sanções, como também a tentativa de repatriamento forçado de Krystsina Tsimanouskaya.
A crise começou por volta de 7 de julho de 2021, quando o presidente bielorrusso Alexander Lukashenko ameaçou "inundar" a União Europeia com traficantes de seres humanos, traficantes de drogas e imigrantes armados. Mais tarde, as autoridades bielorrussas e empresas turísticas controladas pelo Estado, juntamente com algumas companhias aéreas que operam no Oriente Médio, começaram a promover viagens à Bielorrússia, aumentando o número de conexões do Oriente Médio e dando aos que compraram passagens vistos bielorrussos, aparentemente para fins de caça. Grupos de mídia social também estavam oferecendo conselhos enganosos sobre o funcionamento da fronteira para os possíveis migrantes, a maioria dos quais tentava chegar à Alemanha. Aqueles que chegaram à Bielorrússia receberam instruções sobre como e onde atravessar a fronteira da União Europeia (UE) e o que dizer aos guardas de fronteira do outro lado. Os migrantes afirmaram que a Bielorrússia lhes forneceu alicates e machados para cortar as cercas da fronteira e entrar na UE; no entanto, aqueles que não conseguiram cruzar a fronteira foram muitas vezes forçados a ficar por lá pelas autoridades bielorrussas, que foram acusadas de agredir alguns imigrantes que não conseguiram passar. Posteriormente, as autoridades bielorrussas confirmaram que o envolvimento das tropas de fronteira é "absolutamente possível". A Bielorrússia se recusou a permitir a ajuda humanitária polonesa para os migrantes, que incluiria barracas e sacos de dormir.
Polônia, Lituânia e Letônia descreveram a crise como uma guerra híbrida, chamando a crise de um incidente de tráfico humano de imigrantes articulado pela Bielorrússia contra a UE. Os três governos declararam estado de emergência e anunciaram suas decisões de construir muros de fronteira em suas fronteiras com a Bielorrússia, com a Polônia aprovando cerca de € 353 milhões em gastos para construir um 60 km (37 mi) barreira. A UE enviou oficiais de apoio e viaturas de patrulha adicionais para a Lituânia e doze governos da UE declararam o seu apoio a uma barreira física ao longo da fronteira.
Organizações de direitos humanos expressaram preocupações sobre o uso de expulsão imediata dos requerentes de asilo pelos guardas de fronteira da Lituânia e da Polónia, a negação da possibilidade de apresentar um pedido de asilo, bem como o acesso inadequado à alimentação, água e abrigo para os imigrantes, o último dos quais foi um objecto do despacho do Tribunal Europeu dos Direitos do Homem (CEDH). Autoridades polonesas também foram criticadas por não permitirem que jornalistas, médicos e organizações não governamentais visitassem a fronteira.

## Contexto
Lukashenko governa a Bielorrússia desde 1994. O regime de Lukashenko foi amplamente acusado de fraude eleitoral em eleições anteriores, inclusive por observadores da Organização para a Segurança e Cooperação na Europa (OSCE), que muitas vezes foram impedidos de monitorar a eleição. Ele reivindicou a vitória nas eleições presidenciais da Bielorrússia em 2020, a sua sexta vitória; no entanto, isso não foi reconhecido oficialmente pelos Estados Unidos, UE, Reino Unido, Canadá e seus aliados. De acordo com pesquisas de saída digitais independentes, Lukashenko pode ter perdido as eleições para Sviatlana Tsikhanouskaya e os resultados oficiais foram considerados implausíveis, particularmente em nível nacional, mas também em uma porção considerável de pequenos distritos eleitorais. Vários países recusaram-se a aceitar o resultado das eleições, tal como a União Europeia, que impôs sanções a funcionários bielorrussos considerados responsáveis por "violência, repressão e fraude eleitoral". Os resultados da eleição também geraram protestos generalizados na Bielorrússia.
Após a eleição, as forças de segurança trouxeram a principal candidata da oposição, Sviatlana Tsikhanouskaia, para a fronteira com a Lituânia e a forçaram a cruzar a fronteira sob ameaças, relativas possivelmente aos seus filhos. Em 11 de agosto, o Ministro de Relações Exteriores da Lituânia, Linas Linkevičius, anunciou que Tsikhanouskaya estava "segura" na Lituânia, embora também reconhecesse que ela havia tido "poucas opções".
Em 23 de maio de 2021, o Voo Ryanair 4978 foi interceptado enquanto estava no espaço aéreo da Bielorrússia e forçado a pousar no Aeroporto Nacional de Minsk, onde dois de seus passageiros, o ativista da oposição e jornalista Roman Protasevich e sua namorada Sofia Sapega, foram presos pelas autoridades. Após o incidente, os Estados Unidos, a UE, o Reino Unido e o Canadá emitiram uma declaração conjunta em 21 de junho anunciando novas sanções contra membros e apoiadores do governo bielorrusso, bem como empresas estatais bielorrussas. Isso incluiu proibições de viagens individuais, congelamento de ativos e outras sanções. A União Europeia também proibiu as companhias aéreas bielorrussas de voar para o espaço aéreo da UE e impôs sanções econômicas à Bielorrússia.
Nos Jogos Olímpicos de Verão de 2020 em Tóquio, durante julho e agosto de 2021, a velocista bielorrussa Krystsina Tsimanouskaya criticou os treinadores nacionais, que então tentaram forçá-la a voltar para a Bielorrússia; ela procurou ajuda no aeroporto e posteriormente obteve asilo na Polónia.

## Características principais
As minorias étnicas e religiosas do Iraque (curdos e yazidis) são a categoria mais frequente de imigrantes ilegais. De acordo com a investigação do CBC, muitos fogem da perseguição do Estado Islâmico, mas também muitos imigrantes vêm da região do Curdistão, que está entre as mais seguras do Oriente Médio; buscam uma vida melhor no exterior devido à falta de oportunidades na região. Uma investigação da reform.by relatou que a TV iraquiana transmitiu repetidamente declarações de Lukashenko sobre um sinal verde para a migração ilegal para a UE. Notícias sobre as tensões entre a UE e a Bielorrússia foram amplamente discutidas no Iraque. Uma atenção igualmente às notícias relacionadas com a possível migração para a UE também foi relatada na Síria.Arnoldas Abramavičius, o vice-ministro lituano de assuntos internos, disse que as autoridades bielorrussas espalham notícias falsas, garantindo aos imigrantes que a Bielorrússia é uma porta de entrada conveniente para a Europa, a fim de atrai-los e usá-los contra a UE.

### Serviços de companhias aéreas e agências de turismo
Foi noticiado que agências de viagens iraquianas estavam organizando "viagens turísticas" à Bielorrússia. De acordo com uma investigação da reform.by, em 2021, as agências de turismo no Iraque reduziram os preços das viagens à Bielorrússia, tornando-as mais acessíveis, e o número de aviões para Minsk aumentou. As agências de viagens bielorrussas também foram ativas na promoção de "viagens" para a Bielorrússia a partir do Iraque, anúncio que o Ministério das Relações Exteriores da França afirma que poderia ter sido dirigido pelas autoridades bielorrussas. A Iraqi Airways aumentou a frequência do serviço de Bagdá a Minsk para quatro vezes por semana; A Belavia, companhia aérea estatal da Bielorrússia, também ofereceu mais ofertas para os passageiros do Oriente Médio. Um jornalista do Komsomolskaya Pravda observou que, embora o voo de Bagdá a Minsk tenha transportado cerca de 180 pessoas, apenas 5 pessoas voaram na direção oposta. Em 2 de agosto, foi anunciado que três novos destinos para Minsk foram abertos a partir das cidades iraquianas de Basra, Erbil e Sulaymaniyah. As regras de visto do país também foram flexibilizadas naquele mês, permitindo que cidadãos de países do Oriente Médio recebessem um visto bielorrusso na chegada a Minsk. Como resultado, as viagens à Bielorrússia foram consideradas uma das formas mais fáceis e seguras de chegar à UE. Belavia foi acusada de orquestrar o influxo de migrantes ilegais para Minsk. Outra rota aérea importante era o voo Istambul-Minsk operado pela Belavia e a Turkish Airlines. No dia 28 de outubro, a Cham Wings Airlines Síria, depois de ter feito vários voos fretados (de todo avião, ao invés de apenas os assentos), lançou uma conexão diária de Damasco à capital bielorrussa. Em novembro de 2021, o principal gerente do aeroporto de Minsk disse que o aeroporto estava planejando organizar novos voos para a Argélia, Etiópia, Irã, Quênia, Marrocos, Moldávia, Catar, Venezuela e Vietnã .
A agência de viagens estatal bielorrussa Tsentrkurort em russo:  Центркурорт), que está subordinada à administração presidencial da Bielorrússia, é citada entre as organizações diretamente responsáveis pelo tráfico de pessoas. Em 13 de agosto, o Dossier Russo e o Spiegel Alemão publicaram uma investigação baseada em documentos vazados de Tsentrkurort, segundo os quais Tsentrkurort fez negócios com diferentes agências de viagens, ajudando a conceder vistos para centenas de cidadãos iraquianos com uma "viagem de caça" enquanto justificativa legal de passeio. A empresa também organizou o transporte de pessoas do aeroporto para os hotéis em Minsk. A Agência de viagens Oskartur foi nomeada outra parte importante envolvida neste esquema específico Existem controvérsias de que o rótulo de "passeios de caça" é uma história de capa, uma vez que as leis de viagens pandêmicas do COVID-19 têm duas exceções para evitar a quarentena para estrangeiros: viagens de negócios e caça i Os migrantes eram permitidos nos albergues de Minsk, embora alguns deles estivessem com os vistos vencidos. O Ministro das finanças da Bielorrússia, Yuri Seliverstov relatou que os migrantes são lucrativos para a economia bielorrussa porque trazem dinheiro para o país e lotam hotéis. Também foi relatado que várias empresas fly-by-night e duas agências de viagens (Oskartur e Vizak ) tiveram acesso total à zona internacional do aeroporto de Minsk e foram até delegados o poder, normalmente reservado aos guardas de fronteira, para emitir vistos aos recém-chegados do Oriente Médio. Verificou-se que estas empresas gozavam do apoio do pessoal do aeroporto e das autoridades, ao passo que outras agências de viagens não estavam autorizadas a prestar serviços semelhantes a verdadeiros turistas.

### Na fronteira
De acordo com a investigação do LRT, o meio de comunicação estatal da Lituânia, os curdos iraquianos alegaram que foram informados de que entrar na União Europeia via Bielorrússia era legal. Depois de alguns dias em hotéis bielorrussos, os migrantes foram recolhidos, levados à fronteira e instruídos a prosseguir a pé, acreditando que um carro estaria esperando por eles na Lituânia. Foi relatado que eles pagaram até € 15.000 para viagens e vistos de turismo, bem como depósitos de US $ 3.000 a 4.000. De acordo com a investigação da reform.by do servidor de notícias da Bielorrússia, pessoas do Oriente Médio acreditam que deveriam destruir seus passaportes para evitar a deportação da UE. Os jornalistas da TV Belsat encontraram grupos em redes sociais e grupos do Telegram que fornecem ajuda e aconselhamento para aqueles que cruzam a fronteira entre a Bielorrússia e a Lituânia. Vídeos de pessoas cruzando cercas do lado lituano foram publicados lá. Os migrantes repetidamente usaram uma narrativa de que eram estudantes de universidades bielorrussas.
O envolvimento das autoridades bielorrussas não estava claro durante as primeiras semanas da crise, mas tornou-se óbvio depois de vários vídeos publicados com guardas de fronteira bielorrussos (incluindo o OSAM, forças especiais dos guardas de fronteira) ajudando migrantes a cruzar a fronteira e impedindo-os de retornar à Bielorrússia. Em julho, fontes anônimas entre os guardas de fronteira bielorrussos afirmaram que seus chefes começaram a encorajar o contrabando de cigarros através de postos de controle e a encorajar brechas na cobertura da fronteira. Outro guarda de fronteira disse a reform.by ter recebido uma ordem verbal para fechar os olhos aos migrantes ilegais.Também foi relatado que os guardas de fronteira bielorrussos pararam de se comunicar com seus colegas lituanos. Os guardas de fronteira da Lituânia alegaram ter provas visuais que demonstram a assistência de traficantes de seres humanos do lado bielorrusso: por exemplo, alertando-os sobre a aproximação de patrulhas lituanas e indicando em que direção correr. Em 3 de agosto, as autoridades lituanas publicaram imagens feitas por um helicóptero da Frontex com um grupo de migrantes e um veículo especial usado pelo Comitê Estadual de Fronteiras da Bielorrússia visível. De acordo com o Ministro da Defesa da Lituânia, Arvydas Anušauskas, pessoas não identificadas vestindo uniformes camuflados instruíram os migrantes na Bielorrússia antes de serem transferidos para a fronteira. Eles aconselharam os migrantes sobre o que dizer durante o interrogatório e sobre o que manter silêncio. Vários migrantes relataram que as forças de segurança bielorrussas os ajudaram coordenando a passagem furtiva pela fronteira, e uma conversa foi ouvida em que um guarda bielorrusso ordenou que algumas centenas de migrantes fossem a outro posto de controle bielorrusso a fim de espalhar o fluxo daqueles querendo chegar à União Europeia. O Times também noticiou sobre migrantes trazidos para a fronteira sob a mira de armas ou transportados em caminhão por pessoas usando balaclavas ; os migrantes receberam também pranchas para cruzar um pequeno rio fronteiriço chamado Svislach. Mais tarde na crise, os migrantes receberiam ferramentas para destruir a infraestrutura da fronteira. O político exilado Pavel Latushko afirmou que os militares bielorrussos treinaram vários veteranos de guerra do Iraque e do Afeganistão para realizar ataques nas fronteiras e dentro da UE. Foi enfatizado que a Bielorrússia recebeu anteriormente uma assistência financeira significativa para reforçar a fronteira: em 2001-2012, a Bielorrússia recebeu 47,5 milhões de euros para a "gestão integrada das fronteiras" e 21 milhões de euros adicionais para projectos regionais relacionados. Depois de 2012, a Bielorrússia recebeu pelo menos 15 milhões de euros para questões relacionadas com as fronteiras (excluindo alfândegas). Em particular, a UE financiou o reequipamento da infraestrutura da fronteira bielorrussa, que foi considerada uma ajuda "significativa e eficaz", como pagou o projeto especial BOMBEL contra a migração ilegal e outros projetos (AENEAS e AWABEL). Em 19 de novembro, Alexander Lukashenko confirmou que o envolvimento das tropas de fronteira é "absolutamente possível".
Os imigrantes ilegais gozam de total permissividade, violando várias leis bielorrussas sem qualquer punição. O advogado bielorrusso Mikhail Kiryliuk sugeriu que os migrantes cometeram pelo menos cinco violações do Código sobre infrações administrativas (artigos 11.3, 16.17, 18.20, 18.29, 24.23) e três violações do Código Penal (293, 371, 126). Ele também sugeriu que a inação dos militares bielorrussos que ficaram atrás dos migrantes que atacavam os guardas de fronteira poloneses pode ser tratada como uma violação do Código Penal.
Os contrabandistas pegavam os migrantes que conseguiram cruzar a fronteira da UE e os transferiam para o oeste (geralmente para a Alemanha). Embora o tráfico de humanos seja um crime, as autoridades polonesas encontraram desinformação sugerindo que a Polônia permite que tais operações ocorressem. Até 4 de novembro de 2021, 235 pessoas foram detidas apenas na voivodia de Podlaskie devido a acusações de tráfico de pessoas desde o início da crise na fronteira polonesa. No entanto, os migrantes que não conseguem cruzar a fronteira são frequentemente proibidos de voltar para a Bielorrússia e são forçados a permanecer na fronteira (uma das táticas usadas pelos militares bielorrussos foi comparada às forças anti-retirada). Um grupo de imigrantes yazidis reclamou aos repórteres que foram espancados por guardas de fronteira da Bielorrússia quando tentaram retornar ao Iraque após uma tentativa malsucedida de se esgueirar para a Polônia. Os guardas, segundo essas pessoas, obrigaram o grupo a ficar na fronteira. Um curdo iraquiano que decidiu buscar asilo político na Bielorrússia após sua tentativa malsucedida de se entrar na Polônia afirmou que a polícia bielorrussa usou uma arma de choque e o forçou a deixar o país depois que ele declarou seu desejo de permanecer na Bielorrússia como refugiado legal.
A Lituânia tem uma fronteira de 680 km (420 mi) Bielorrússia. A fronteira é descrita como mal protegida, geralmente com cercas baixas de madeira ou pequenas valas. A Lituânia não tinha a infraestrutura necessária para acomodar um grande número de imigrantes.
De acordo com dados públicos, o país tinha 81 refugiados em 2020. Autoridades da Lituânia e da UE afirmam que a imigração ilegal foi transformada em arma pelo presidente bielorrusso em resposta às duras sanções que a UE impôs à Bielorrússia, devido a fraude eleitoral, opressão de protestos e desembarque forçado do voo 4978 da Ryanair. A líder da oposição bielorrussa Sviatlana Tsikhanouskaya vive atualmente no exílio na Lituânia, cujo governo a reconhece oficialmente como a presidente legítima da Bielorrússia.
Em junho de 2021, Lukashenko ameaçou permitir que traficantes de seres humanos e contrabandistas de drogas entrassem na Europa. Mais tarde, Lukashenko falou sobre a possível emergência de migrantes armados, que foi vista pelas autoridades lituanas como uma ameaça.

### Eventos
Nos anos anteriores à crise, o número de migrantes ilegais que cruzaram a fronteira para a Lituânia via Bielorrússia foi em média de 70. No entanto, em junho de 2021, o número de migrantes ilegais detidos aumentou para cerca de 470, aumentando para milhares no mês seguinte. As autoridades lituanas disseram que as autoridades bielorrussas estão incentivando a migração ilegal do Iraque e da Síria para a Lituânia, organizando grupos de refugiados e ajudando-os a cruzar a fronteira entre a Bielorrússia e a Lituânia. Autoridades europeias culparam as agências de viagens bielorrussas por ajudarem migrantes ilegais. A maioria dos migrantes era do Iraque, mas cidadãos de outros países do Oriente Médio e da África também estavam entre eles. Seu destino final geralmente não é a Lituânia, mas a Alemanha.
As autoridades bielorrussas criticaram duramente as decisões da UE. Em 28 de junho, a Bielorrússia retirou-se unilateralmente do acordo de readmissão com a UE. O representante da Bielorrússia na OSCE criticou as autoridades europeias por politizarem o problema e não cooperarem com a Bielorrússia. Em agosto de 2021, Lukashenko sugeriu a possibilidade de enviar não apenas imigrantes ilegais, mas também materiais radioativos para uma "bomba suja" através da fronteira.

### Incidentes
- Em 23 de junho de 2021, os imigrantes se revoltaram em um acampamento em Pabradė. Gás lacrimogêneo foi usado para suprimir os protestos.[69]
- Em 23 de julho, duas crianças que cruzaram ilegalmente a fronteira com suas famílias foram hospitalizadas na Lituânia depois que traficantes de seres humanos na Bielorrússia lhes deram comprimidos desconhecidos para acalmá-las.[70] De acordo com os testes de laboratório, os comprimidos continham metadona.[71]
- Em 26 de julho, os migrantes exigiram deixar o acampamento. 16 migrantes foram detidos.[27]

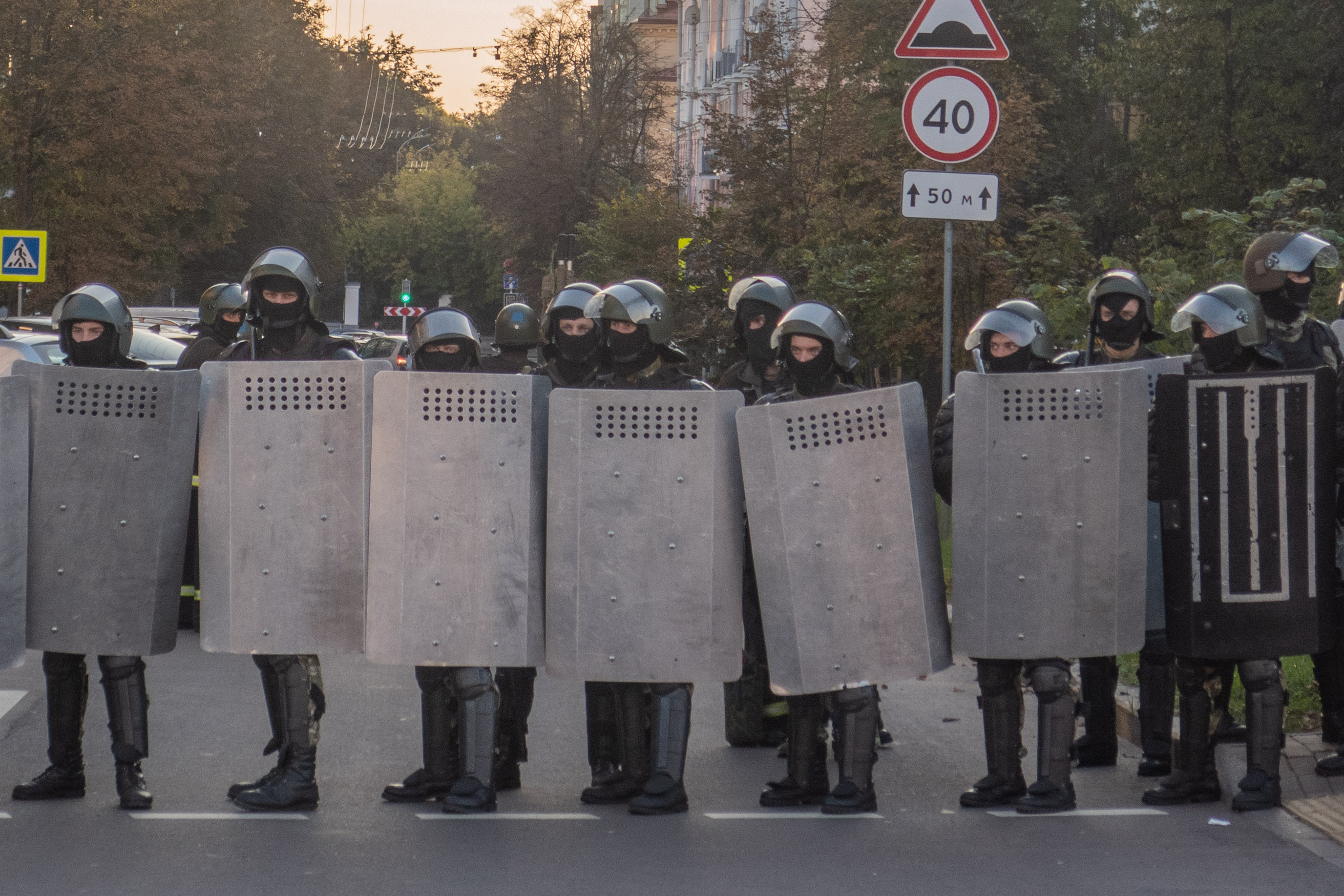
O uniforme e o equipamento de militares bielorrussos em um vídeo publicado em 5 de agosto lembram as tropas internas da Bielorrússia (foto tirada durante os protestos de 2020 em Minsk)

- Em 5 de agosto, autoridades bielorrussas, usando uniformes, escudos de choque e capacetes, foram filmadas perto da fronteira da Bielorrússia-Lituânia empurrando e instando os migrantes a cruzar a fronteira da União Europeia.[72]
- Na noite de 5 para 6 de agosto, as autoridades lituanas relataram que viram oficiais bielorrussos usando sinalizadores e ouviram disparos de munição real de rifles de assalto para o ar do lado bielorrusso.[73]
- Em 7 de agosto, o Iraque anunciou que suspenderia todos os voos do Iraque para Minsk, exceto os aviões vazios que devolveriam os iraquianos da Bielorrússia.[74]
- Em 18 de agosto, o Serviço de Guarda de Fronteira do Estado da Lituânia publicou um vídeo de 12 oficiais bielorrussos com equipamento antimotim que cruzaram ilegalmente o território lituano enquanto empurravam um grupo de migrantes.[75][76][77]
- Em 7 de outubro, os guardas de fronteira bielorrussos relataram um migrante morto do Sri Lanka encontrado perto da fronteira com a Lituânia.[78]

### Resposta

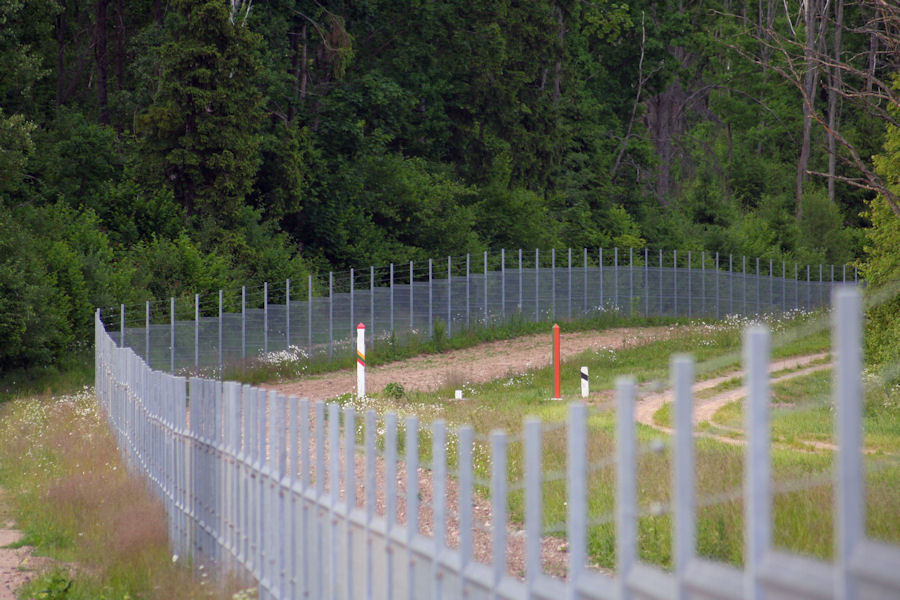
Fronteira Lituânia-Bielo-Rússia em 2008

A migração ilegal da Bielorrússia forçou o governo lituano a declarar uma "situação extraordinária" em nível estadual (regime jurídico semelhante, mas mais fraco do que o estado de emergência) em 2 de julho de 2021. A Lituânia não tinha experiência em lidar com um grande número de migrantes ilegais e não tinha lugares para acomodá-los. Os acampamentos de tendas, que as autoridades lituanas descreveram como "não confortáveis", foram construídos para acomodar os migrantes. Em 23 de julho, as autoridades lituanas publicaram um plano para construir um campo de contêineres perto de Švenčionėliai para 40.000 migrantes na pior das hipóteses. Também naquele mês, os moradores de Dieveniškės protestaram contra a proposta de construção de um novo campo em sua região. Em 26 ou 27 de julho, os moradores tentaram bloquear uma estrada para a área perto de Rūdininkai, onde um acampamento de migrantes seria colocado.
Também em julho, o parlamento lituano Seimas aprovou uma lei (assinada pelo presidente Gitanas Nausėda em 21 de julho) facilitando a deportação de imigrantes ilegais da Lituânia. A opinião pública na Lituânia opõe-se à migração ilegal e o sentimento xenófobo tem se espalhado.
O ministro das Relações Exteriores da Lituânia, Gabrielius Landsbergis, viajou a Bagdá para discutir o problema com as autoridades iraquianas. Durante a viagem, ele pediu ao governo iraquiano que suspendesse os voos para a Bielorrússia. Em outra ocasião, em meados de julho, Landsbergis afirmou que, dos que cruzaram a fronteira ilegalmente, praticamente nenhum receberia asilo e seriam detidos em um acampamento até que pudessem ser mandados para casa. No início de agosto de 2021, a Lituânia havia processado 230 pedidos de asilo, todos rejeitados posteriormente.
Nesse ínterim, no início de julho, a Lituânia anunciou um plano para construir uma barreira na fronteira para conter o fluxo de travessias ilegais. Em 5 de agosto de 2021, o chefe do Serviço de Guarda de Fronteiras do Estado da Lituânia apresentou um projeto da barreira proposta para toda a fronteira entre a Bielorrússia e a Lituânia, que seria de 4 m (13 ft) altura e usaria várias camadas do fio Concertina. O custo do projecto está estimado em 150 milhões de euros e o parlamento lituano aprovou-o com urgência. Outros países e instituições enviaram reforços para ajudar no aumento. Em 24 de julho, a Estônia enviou 100km de arame farpado para ajudar a Lituânia a construir a barreira fronteiriça e três drones para os guardas de fronteira lituanos. A Ucrânia, não membro da UE, também enviou mais de 38 toneladas de arame farpado para a Lituânia. Enquanto isso, no final de julho, a Frontex da UE destacou 100 oficiais, 30 viaturas de patrulha e 2 helicópteros para apoiar a Lituânia. A Polônia forneceu outro helicóptero.
De 7 a 8 de agosto, o número de migrantes que entraram no país caiu para quase zero depois que a Lituânia enviou reforços para a área de fronteira e começou a transmitir mensagens de alerta em árabe, curdo, francês, russo e inglês em alto-falantes.
À medida que o número de migrantes nas fronteiras polonesas aumentava, e alguns deles estavam ativamente danificando sua infraestrutura, em 9 de novembro, o Parlamento da Lituânia declarou o estado de emergência nas regiões fronteiriças por um mês, proibindo a entrada na área em 5 km (3.1 mi) da fronteira sem a aprovação do Serviço Estatal de Guarda de Fronteiras da Lituânia e autorizando os guardas de fronteira a usarem "coerção mental" e força física proporcional para conter o aumento.
De acordo com uma pesquisa realizada em agosto de 2021, 33% (a maior parte) dos entrevistados na Lituânia responderam que a melhor solução para a crise migratória seria construir uma cerca física ou um muro com a Bielorrússia. Outras soluções nas respostas incluíram: pressão para o Iraque, com a ajuda da UE, para interromper os voos para Minsk (17%); solicitar a transferência de alguns migrantes para outros estados da UE (14%); pagar os migrantes pelo seu retorno voluntário (12%). Outros 10% sugeriram negociações com Lukashenko e apenas 3% sugeriram aceitar os migrantes com os fortes programas de integração em vigor. Os 11% restantes não responderam ou não tiveram opinião.

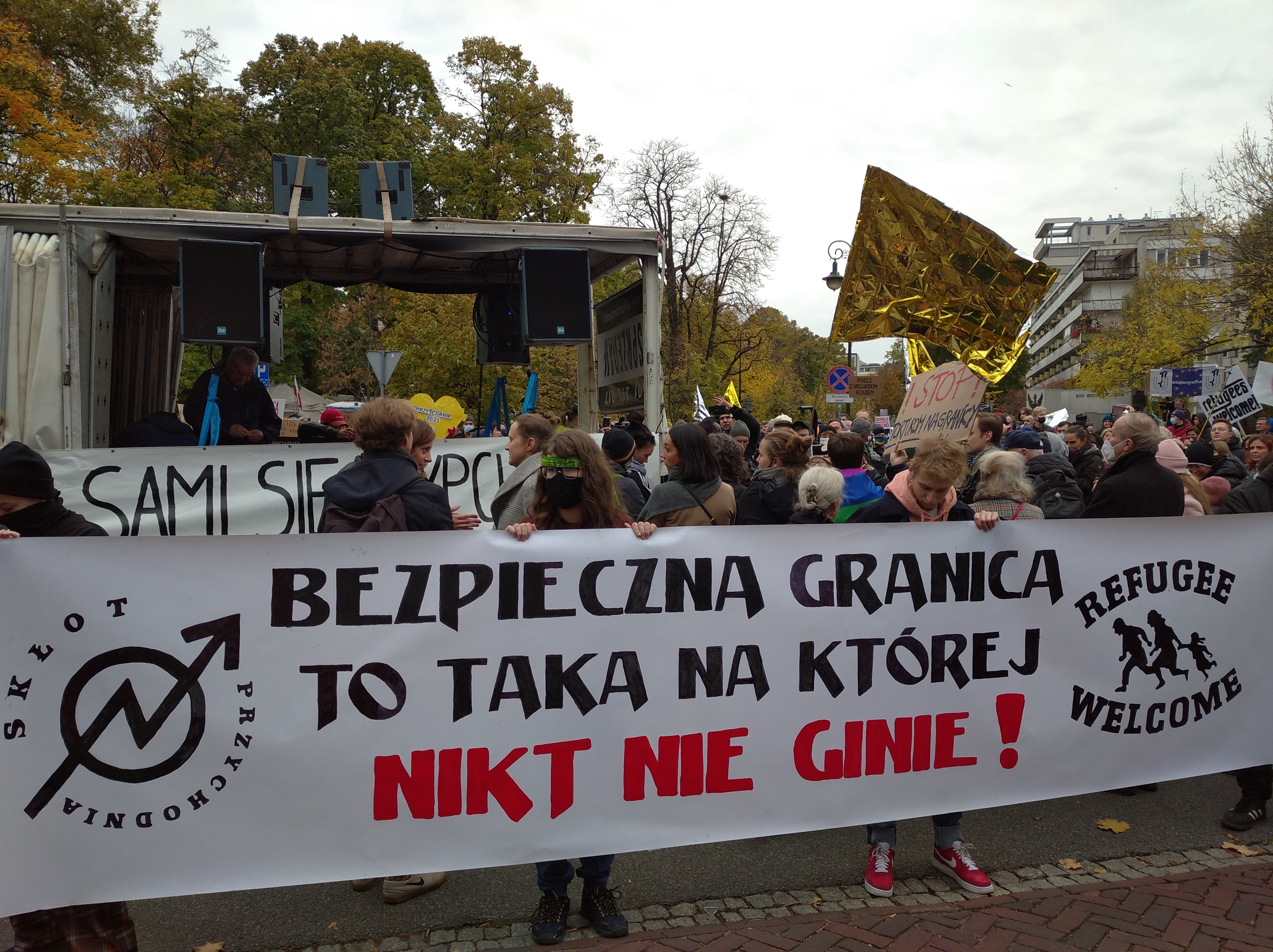
Pessoas em Varsóvia participam de uma manifestação de protesto em 17 de outubro em solidariedade aos migrantes que foram repelidos na fronteira da Polônia com a Bielorrússia. Com símbolos do movimento squatt.

## Questões de direitos humanos
O estatuto jurídico dos migrantes tornou-se mais vulnerável depois que a Bielorrússia se retirou unilateralmente do acordo de readmissão com a UE, e até 40% dos migrantes nos campos da Lituânia pertencem a grupos vulneráveis.
Em 4 de agosto de 2021, os guardas de fronteira bielorrussos alegaram que encontraram um iraquiano em estado grave em Benyakoni, perto da fronteira com a Lituânia. O homem não identificado supostamente "morreu nos braços dos guardas de fronteira [da Lituânia]". O presidente da Bielorrússia, Alexander Lukashenko, ordenou uma investigação sobre sua morte. O Ministério do Interior da Lituânia rejeitou os relatórios bielorrussos de que o migrante iraquiano foi encontrado espancado até a morte depois de ser rejeitado na fronteira com a Lituânia, descrevendo-o como parte de uma guerra híbrida e desinformação travada pela Bielorrússia.
Ativistas de direitos humanos acusaram as autoridades polonesas de negar atendimento médico, alimentação e abrigo adequados a migrantes retidos que levou à intervenção do Tribunal Europeu de Direitos Humanos. Em 25 de agosto de 2021, o tribunal ordenou que a Polônia e a Letônia fornecessem aos migrantes alimentos, água, roupas, cuidados médicos adequados e abrigo temporário, caso os países tivessem tal possibilidade. As autoridades bielorrussas se recusaram, pelo menos duas vezes, a aceitar a ajuda humanitária polonesa destinada aos migrantes que ficaram presos na fronteira entre a Polônia e a Bielorrússia, em agosto e outubro.
Um imigrante do Iêmen reclamou aos repórteres que os guardas de fronteira da Bielorrússia espancaram seu companheiro e quebraram sua perna. Um grupo de yazidis do Iraque fez uma reclamação semelhante. Eles também relataram falta de alimentos e disseram que estavam com frio e alguns deles doentes. Outro migrante foi atirado no rio por um guarda de fronteira da Bielorrússia. Os guardas de fronteira da Bielorrússia também foram acusados de roubar dinheiro, telefones, documentos e outras coisas de suas malas aos migrantes. Um dos migrantes alegou que os guardas de fronteira da Bielorrússia o obrigou a pagar US $ 100 para carregar o telefone. Um migrante sírio que conseguiu se esgueirar para a Polônia, mas foi pego lá, alegou que os militares bielorrussos o ameaçaram para não retornar à Bielorrússia (eles disseram "Se você voltar, nós o mataremos", segundo ele). Em novembro de 2021, depois que o Iraque lançou voos de resgate para seus cidadãos, migrantes no lado bielorrusso da fronteira relataram problemas que impediram seu retorno, citando a impossibilidade de deixar a zona de fronteira, entre outros problemas.
Em outubro de 2021, a Polônia legalizou a ação de repelir os migrantes e requerentes de asilo pela força, que é ilegal nos termos do direito internacional e da UE. O grupo de direitos humanos Amnistia Internacional e outras organizações de direitos humanos afirmaram que a Polónia e a Lituânia violaram os direitos dos migrantes, uma vez que limitam o acesso dos requerentes de asilo ao seu território. Eve Geddie, diretora do Gabinete de Instituições Europeias da Amnistia Internacional, afirmou que "Forçar as pessoas a regressar que tentam pedir asilo sem uma avaliação individual das suas necessidades de protecção é contra o direito europeu e internacional." A Polónia e a Lituânia violaram as leis internacionais, incluindo a proibição de expulsões coletivas estipulada na Convenção Europeia dos Direitos do Homem. Além disso, alguns dos migrantes afirmam que foram deportados à força para seu país de origem, como no caso de uma família de Slemani, no Curdistão iraquiano, que relatou a Rudaw que depois que puderam entrar na Polônia, eles foram informados de que seriam transferidos para um acampamento perto de Varsóvia, mas eles foram levados para o aeroporto com alguns outros migrantes e voaram para Erbil.

## Comparações
Os eventos foram comparados por alguns comentaristas e ativistas de direitos humanos à crise de migrantes na fronteira entre a Grécia e a Turquia e à repetida ameaça do presidente turco Erdoğan à Europa de deixar que milhões de migrantes atravessassem a fronteira da Turquia.
O chefe de relações exteriores da União Europeia, Josep Borrell, comparou a situação na fronteira entre Bielorrússia e Polônia com a crise de imigrantes na fronteira entre Marrocos e Espanha.
O ministro da Defesa da Polônia, Mariusz Blaszczak, disse que a barreira que marca a fronteira com a Bielorrússia seria semelhante à construída pelo primeiro-ministro húngaro, Viktor Orbán, na fronteira da Hungria com a Sérvia durante uma crise de migração em 2015. O ministro do Interior da Polônia, Mariusz Kamiński, disse que a nova cerca de arame farpado armada com sensores de calor e câmeras será semelhante à da fronteira Grécia-Turquia, com inspiração também na barreira da fronteira húngara.